# 福澤克雄
福澤 克雄（ふくざわ かつお、旧姓：山越、1964年〈昭和39年〉1月17日 - ）は、日本のディレクター・演出家・映画監督。元・ラグビー選手。TBSテレビ・制作局ドラマ制作部所属。TBSテレビでの役職は上席役員待遇のエキスパート職。東京都生まれ。

## 概要
『日経エンタテインメント!』の調査によると2020年現在、日本で最も視聴率を獲得するテレビドラマディレクターとされる。特に『半沢直樹』は、平成時代の日本のテレビドラマ最高視聴率（42.2％）を獲得した。
大柄な体格から、藤子・F・不二雄の漫画『ドラえもん』のキャラクター剛田武（ジャイアン）にちなんだ「ジャイさん」が愛称となっている。名付け親の武田鉄矢からは「ジャイ」と呼ばれている。福澤がTBSに入社したばかりで助監督として弁当や茶の手配をしていたころから知っており、すぐに目がいくようなジャイアンみたいな大男だから「ジャイ」と呼ぶようになったと言う。
福澤諭吉の玄孫である。諭吉の次男・福澤捨次郎（時事新報社長）を曾祖父、福澤時太郎を祖父とし、時太郎の子である福澤和子の子である。学生時代やTBS入社時は山越姓だったが、両親の離婚により、母方の福澤姓になった。叔父に和子の弟の福澤武（三菱地所会長）、親族に福澤幸雄（レーサー）などがいる。幼稚舎から大学まで慶應義塾で過ごした。慶應義塾大学法学部政治学科卒業。

## 来歴・人物
学生時代まではラグビーの有名選手だった。慶應義塾幼稚舎（小学校）から始め、その後慶應義塾普通部（中学校）、慶應義塾高等学校、慶應義塾大学と一貫して続けた。特に慶應義塾高等学校蹴球部（高校ラグビー部）在籍時は、ラグビー高校日本代表にも選ばれた。
慶應義塾體育會蹴球部（大学ラグビー部）在籍中は上田昭夫監督の下、1985年に全国大学ラグビーフットボール選手権大会で優勝、同年の大学日本一と社会人日本一が対戦し、真のラグビー日本一を決める日本ラグビーフットボール選手権大会においてはトヨタ自動車（現トヨタ自動車ヴェルブリッツ）を破り、慶應史上初のラグビー日本一に輝いた。
個人としては、大学時代に関東代表、学生日本代表、日本代表A（23歳以下日本代表）にも選ばれ、190センチ100キロという体格だった。
大学卒業後は富士フイルムに入社するも、映画・テレビドラマに関わりたいという夢を捨てきれず、1989年、東京放送（TBSテレビ）に中途採用。入社早々、ドラマ部に配属され『3年B組金八先生』シリーズ、『砂の器』『さとうきび畑の唄』『華麗なる一族』など、数多くのテレビドラマの演出を手掛ける。特に『3年B組金八先生』では第4シリーズから第7シリーズまで35本の演出を手掛け、「金八」人気の再燃に貢献した。
2005年に、2006年1月に東宝系の劇場で公開予定だった映画『涙そうそう』の監督を担当していたが、撮影中に病気で倒れて入院し降板した。これにより制作が延期された。結局、監督を土井裕泰に代えて制作を再開、2006年9月30日に映画は公開された（涙そうそうプロジェクトを参考）。
2008年11月22日劇場公開の映画『私は貝になりたい』で、初の映画監督を務めた。2019年3月から豊橋ふるさと大使。
『VIVANT』では初の原作を担当した。

## エピソード
- スタッフや俳優と衝突する事も少なくなかったと言われ、様々なエピソードが残されている。
  - 『3年B組金八先生』ではダイナミックな演出が評価されているものの、原作者の小山内美江子とは事あるごとに衝突し、シリーズ途中での小山内の降板に繋がった[12]。その第7シリーズでは覚醒剤を巡る描写について賛否を呼び、第8シリーズは降板する運びとなったとのこと。
  - 演出作品において殴り合いのシーンを撮影した際、迫力を出すために出演者に「本気で殴り合え」と強要した事があるという。出演者が応じた結果、撮影後に顔が腫れ上がってしまった事も少なくなかった[13]。
- 「Jupiter」を、自らが手がける演出作品の山場で流す事も多い[14]。
- 「半沢直樹」シリーズの企画を池井戸潤に打診しに行った際に、池井戸の書籍を全て机に積み上げて、「半沢直樹が頭取になるまでの原作を全てください」と直談判したと、池井戸との対談で語られている[15]。

## 作品

### テレビドラマ

#### 連続ドラマ
※◎は最高視聴率が25％以上、かつ太字は30%以上、太字は40%以上を記録した作品。
- ◎誰にも言えない（1993年、演出補兼任、ディレクターデビュー作）
- ◎Sweet Home（1994年、演出補兼任）
- 私の運命（1994年 - 1995年、初チーフディレクター）
- ◎長男の嫁（1994年・1995年）
- ◎愛していると言ってくれ（1995年）
- 3年B組金八先生 第4 - 7シリーズ・スペシャル10（1996年・1999 - 2000年・2001 - 2002年・2004 - 2005年）
- 君と出逢ってから（1996年）
- 義務と演技（1996年）
- 理想の結婚（1997年）
- Sweet Season（1998年）
- 二十六夜参り（1998年）
- あきまへんで!（1998年）
- コワイ童話 人魚姫（1999年）
- 教習所物語（1999年 - 2000年、プロデューサー兼任）
- QUIZ（2000年）
- 白い影（中居正広版・2001年）
- 世界で一番熱い夏（2001年）
- ヨイショの男（2002年）
- 真夜中の雨（2002年）
- ◎GOOD LUCK!!（2003年）
- ◎砂の器（中居正広版・2004年）
- ◎華麗なる一族（木村拓哉版・2007年、プロデューサー兼任）（TBS開局55周年記念ドラマ）
- MR.BRAIN（2009年）
- 南極大陸（2011年）（TBS開局60周年記念ドラマ）
- MONSTERS（2012年）
- ◎半沢直樹（2013年・2020年）
- ルーズヴェルト・ゲーム（2014年）
- 流星ワゴン（2015年）
- 下町ロケット（2015年・2018年）
- 陸王（2017年）
- ブラックペアン（2018年）
- ノーサイド・ゲーム（2019年）
- ドラゴン桜 第2シリーズ（2021年）
- VIVANT（2023年、原作兼任）

#### 単発ドラマ
- 明智小五郎対怪人二十面相（2002年）
- 白い影 その物語のはじまりと命の記憶（2003年）
- ◎さとうきび畑の唄（2003年）（テレビ放送50周年記念ドラマ特別企画）
- 広島 昭和20年8月6日（2005年）（TBSテレビ50周年記念特別企画）
- 99年の愛〜JAPANESE AMERICANS〜（2010年）（TBS開局60周年記念特別企画五夜連続ドラマ）
- LEADERS リーダーズ（2014年）（トヨタ自動車全面協力 二夜連続大型ドラマ）
- 3つの街の物語（2015年、総合演出）
- レッドクロス〜女たちの赤紙〜（2015年）（TBSテレビ60周年特別企画二夜連続ドラマ）
- LEADERS リーダーズII（2017年）（トヨタ自動車全面協力大型ドラマ）

#### 監修
- 小さな巨人（2017年）
- 半沢直樹イヤー記念・エピソードゼロ（2020年）

### 映画
- 私は貝になりたい（中居正広版・2008年11月22日公開）
- 祈りの幕が下りる時（2018年1月27日公開）
- 七つの会議（2019年2月1日公開）

## 受賞歴
- 1995年
  - 『私の運命』チームで、第4回ザテレビジョンドラマアカデミー賞 監督賞、タイトルバック賞[16]
- 1998年
  - 『Sweet Season』チームで、第16回ザテレビジョンドラマアカデミー賞 タイトルバック賞[17]
- 2002年
  - 『真夜中の雨』で、第35回ザテレビジョンドラマアカデミー賞 監督賞（若松節朗､松原浩､村谷嘉則と共に）[18]
- 2003年
  - 『さとうきび畑の唄』での演出で、第58回文化庁芸術祭テレビ部門 大賞[19]
- 2004年
  - 同作品で平成16年日本民間放送連盟賞テレビドラマ部門 最優秀賞[20]
  - 第12回橋田賞[21]
- 2006年
  - 『広島 昭和20年8月6日』で平成18年日本民間放送連盟賞テレビドラマ部門 最優秀賞[22]
- 2013年
  - 『半沢直樹』の演出で、第78回ザテレビジョンドラマアカデミー賞 監督賞[23]
  - 『半沢直樹』チームとして「倍返し」で新語・流行語大賞の2013年度大賞
- 2014年
  - 同作の演出で、東京ドラマアウォード2014で演出賞・作品賞グランプリ
- 2015年
  - 『レッドクロス〜女たちの赤紙〜』で文化庁芸術祭優秀賞（テレビ部門）
- 2016年
  - 『下町ロケット』で第87回ザテレビジョンドラマアカデミー賞 監督賞[24]
- 2018年
  - 前年度『陸王』で第95回ザテレビジョンドラマアカデミー賞 監督賞（田中健太と共に）[25]
- 2020年
  - 『半沢直樹』で第105回ザテレビジョンドラマアカデミー賞 監督賞（田中健太、松木彩と共に）[26]
  - 『半沢直樹』でGQ Men of the Year2020 TVドラマ・ディレクター・オブ・ザ・イヤー賞[27]
- 2023年
  - 第5回野間出版文化賞[28]同年『VIVANT』で第117回ザテレビジョンドラマアカデミー賞 監督賞（宮崎陽平、加藤亜季子と共に）[29]